# MMAPLANET
MMAPLANET（エムエムエープラネット）は、日本の総合格闘技を専門としたニュースサイト。UFCを始めとした世界の総合格闘技（MMA）の大会情報、試合レポート、選手・関係者のインタビューを中心に、柔術、キックボクシングに関しても報じている。2007年6月よりlivedoorスポーツ内のコンテンツとして配信開始し、2009年に専門サイトとしての活動を開始。スポーツナビやゴング格闘技、UFCの公式サイトと提携している。